# Internationale Filmfestspiele von Cannes 1996
Die 49. Internationalen Filmfestspiele von Cannes 1996 fanden vom 9. Mai bis zum 20. Mai 1996 statt.

## Wettbewerb
Im Wettbewerb des Festivals wurden im Jahr 1996 folgende Filme gezeigt:
| Filmtitel                                     | Regisseur           | Produktionsland                                               | Darsteller (Auswahl)                                      |
| Am achten Tag                                 | Jaco Van Dormael    | Frankreich, Belgien, Großbritannien                           | Daniel Auteuil, Pascal Duquenne, Miou-Miou                |
| Breaking the Waves                            | Lars von Trier      | Dänemark, Schweden, Frankreich, Niederlande, Norwegen, Island | Emily Watson, Stellan Skarsgård, Katrin Cartlidge         |
| Crash                                         | David Cronenberg    | Kanada, Großbritannien                                        | James Spader, Holly Hunter, Elias Koteas                  |
| Diebe der Nacht                               | André Téchiné       | Frankreich                                                    | Catherine Deneuve, Daniel Auteuil                         |
| Drei Leben und ein Tod                        | Raúl Ruiz           | Frankreich, Portugal                                          | Marcello Mastroianni, Chiara Mastroianni                  |
| Fargo                                         | Joel Coen           | USA                                                           | Frances McDormand, William H. Macy, Steve Buscemi         |
| Fisch & Chips                                 | Stephen Frears      | Großbritannien, Irland                                        | Colm Meaney                                               |
| Gefühl und Verführung                         | Bernardo Bertolucci | Italien, Frankreich, Großbritannien                           | Liv Tyler, Jeremy Irons, Sinéad Cusack                    |
| Ich und meine Liebe                           | Arnaud Desplechin   | Frankreich                                                    | Mathieu Amalric, Emmanuelle Devos                         |
| Kansas City                                   | Robert Altman       | USA, Frankreich                                               | Jennifer Jason Leigh, Miranda Richardson, Harry Belafonte |
| Das Leben: Eine Lüge                          | Jacques Audiard     | Frankreich                                                    | Mathieu Kassovitz, Anouk Grinberg, Jean-Louis Trintignant |
| Lügen & Geheimnisse*                          | Mike Leigh          | Frankreich, Großbritannien                                    | Timothy Spall, Phyllis Logan, Brenda Blethyn              |
| Mord unter Tage                               | Lucian Pintilie     | Rumänien                                                      |                                                           |
| Nanguo zaijan, nanguo                         | Hsiao-hsien Hou     | Taiwan                                                        |                                                           |
| Po di Sangui                                  | Flora Gomes         | Frankreich, Guinea-Bissau, Tunesien, Portugal                 |                                                           |
| The Quiet Room                                | Rolf de Heer        | Australien, Italien, Frankreich                               |                                                           |
| Ridicule – Von der Lächerlichkeit des Scheins | Patrice Leconte     | Frankreich                                                    | Charles Berling, Jean Rochefort, Fanny Ardant             |
| The Sunchaser                                 | Michael Cimino      | USA                                                           | Woody Harrelson, Jon Seda, Anne Bancroft                  |
| Tierra                                        | Julio Medem         | Spanien                                                       | Carmelo Gómez                                             |
| Verführerischer Mond                          | Chen Kaige          | VR China, Hongkong                                            | Leslie Cheung, Gong Li                                    |
| Wolken ziehen vorüber                         | Aki Kaurismäki      | Finnland                                                      |                                                           |
| Das zweite Mal                                | Mimmo Calopresti    | Frankreich, Italien                                           | Francesca Antonelli, Valeria Bruni Tedeschi               |

* = Goldene Palme

## Internationale Jury
In diesem Jahr war Francis Ford Coppola Jurypräsident. Er stand einer Jury mit folgenden Mitgliedern vor: Michael Ballhaus, Nathalie Baye, Henry Chapier, Atom Egoyan, Eiko Ishioka, Krzysztof Piesiewicz, Greta Scacchi, Antonio Tabucchi und Trần Anh Hùng.

## Preisträger
- Goldene Palme: Lügen & Geheimnisse
- Großer Preis der Jury: Breaking the Waves
- Sonderpreis der Jury: Crash
- Beste Schauspieler: Daniel Auteuil und Pasquale Duquenne in Am achten Tag
- Beste Schauspielerin: Brenda Blethyn in Lügen & Geheimnisse
- Bester Regisseur: Joel Coen für Fargo
- Bestes Drehbuch: Jacques Audiard und Alain Le Henry für Das Leben: eine Lüge

## Weitere Preise
- Preis der Ökumenischen Jury: Lügen & Geheimnisse

## Un Certain Regard
In der Reihe Un Certain Regard wurden in diesem Jahr unter anderen folgende Filme vorgestellt:
Al Pacino’s Looking for Richard von Al Pacino, Die Bettlektüre von Peter Greenaway, Cwał von Krzysztof Zanussi, Fourbi von Alain Tanner, Irma Vep von Olivier Assayas, I Shot Andy Warhol von Mary Harron, Last Exit Reno von Paul Thomas Anderson, Love Serenade von Shirley Barrett, Mütter & Söhne von Terry George, Schutzlos – Schatten über Carolina von Anjelica Huston, Sommer von Éric Rohmer.